# Jan Blecha
Jan Blecha (* 22. April 1993 in Pilsen) ist ein tschechischer Handballspieler.

## Karriere
Jan Blecha spielte zunächst in Tschechien für Talent Plzeň. Mit Talent Plzeň wurde er tschechischer Meister. 2017 wechselte er zu Dukla Prag. 2022 ging er zum deutschen Drittligisten EHV Aue. Mit Aue stieg er 2023 in die 2. Bundesliga auf. Nachdem er 2024 mit Aue wieder abgestiegen war, kehrte er zu Dukla Prag zurück.
Sein Debüt für die tschechische Nationalmannschaft gab er im Dezember 2022 gegen Lettland. Bei der Weltmeisterschaft 2025 warf er sechs Tore in fünf Spielen und kam mit der Auswahl auf den 19. Rang.

## Privates
Sein Vater Adolf war ebenfalls tschechischer Handballnationalspieler.